# Pireneusi masztiff

## Kinézet
Hatalmas termetű, gyönyörű hosszú szőrű, lenyűgöző megjelenésű kutya. Intelligens, gyengéd, és könnyen kezelhető. Idegenekkel szemben bátor, már - már agresszív. Más kutyákkal szemben jóindulatú, tisztában van testi erejével, azzal ok nélkül soha nem élne vissza. Elsősorban marhacsordák őrzésére használják, de kitűnő őrző-védő kutya. Mérete nincs meghatározva, de minél nagyobb, annál értékesebb. A kanok 80–90 cm-re is megnőhetnek. Hazánkban ritka, de különleges fajtának számít.